# Indomegoura
Indomegoura  (лат.) — род тлей из подсемейства Aphidinae. Восточная Азия (Китай, Корея, Тайвань, Япония).

## Описание
Мелкие насекомые, длина 2,2—4,2 мм.
Ассоциированы с растениями Staphyleaceae. Диплоидный набор хромосом 2n=10
.
- Indomegoura crassirostra Zhang, G.-x. & Qiao, 1998[3]
- Indomegoura indica (van der Goot, 1916)
- Indomegoura nigrotibiae (Tao, 1963)
- Indomegoura regiosetaca  Zhang, G.-x., 1992